# Älgmyrtjärnen (Resele socken, Ångermanland)
Älgmyrtjärnen är en sjö i Sollefteå kommun i Ångermanland och ingår i Ångermanälvens huvudavrinningsområde. Sjöns area är 0,03 kvadratkilometer och den befinner sig 298 meter över havet.